# Mecostiboides physalus
Mecostiboides physalus är en insektsart som först beskrevs av Karsch 1896.  Mecostiboides physalus ingår i släktet Mecostiboides och familjen Lentulidae. Inga underarter finns listade i Catalogue of Life.